# Ken Green
Kenneth "Ken" Green (27. april 1924 – juni 2001) var en engelsk fodboldspiller, født i West Ham, London, der spillede som forsvar. Han spillede for Birmingham City fra 1943 til 1959, og spillede i klubben 443 kampe i alle turneringer og scorede 3 mål.
Green spillede desuden to kampe og scorede otte mål for det engelske B-landshold i 1954, og han var også med i Englands fodboldlandsholds trup, der deltog i VM i fodbold 1954 i Schweiz. Ken Green har dog aldrig optrådt for det bedste landshold i England, trods udtagelse til slutrunden i 1954. Green døde i Sutton Coldfield, West Midlands, 77 år gammel.